# Gustaf Lundberg
Gustaf Lundberg (født 17. august 1695 i Stockholm, død 18. marts 1786 sammesteds) var en svensk pastel- og portrætmaler. 
Lundberg kom, uddannet hjemme under David von Krafft, 1717 til Paris. Her fik han tidens fineste portrætører (som Hyacinthe Rigaud og Nicolas de Largillière) til lærere, vejlededes dog især af Pierre-Jacques Cazes og senere af den berømte venetianerinde Rosalba Carriera. Gennem hende blev pastelteknikken hans fornemste, og næsten eneste, udtryksmiddel. 
Han malede dronning Maria Leszinska og hendes fader Stanislaus, hvem han i Chambord lærte pastelmaling, og blev 1741, skønt protestant, medlem af det franske kunstakademi. Hjemkommet (1745) overvældedes han næsten af bestillinger (portrætter) og æresbevisninger (1750 hofmaler, derefter hofintendant, akademimedlem, Vasaridder, akademirektor) og tilførte, ret i den gustavianske tids ånd, svensk kunst gallisk gratie og blændende virtuositet. 
Lundberg var en af sin tids dygtigste pastelmalere, ikke dyb i opfattelsen, men letskabende, bredt og elegant malende og særlig træfsikker og indtagende i gengivelsen af kvindelig skønhed, og en mester i kridtets behandling. Mange arbejder på Drottningholm og Gripsholm og i Nationalmuseum i Stockholm (her bl.a. portræt af Adolf Fredrik og Lovisa Ulrika, grev Carl Gustaf Tessin). En del af Lundbergs arbejder var udstillet på Kunstforeningens svenske udstilling på Charlottenborg i 1921. 